# Komárov (district de Tábor)
Pour les articles homonymes, voir Komárov.
Komárov (en allemand : Komarau ou Komarow) est une commune du district de Tábor, dans la région de Bohême-du-Sud, en République tchèque. Sa population s'élevait à 125 habitants en 2020.

## Géographie
Komárov se trouve à 10 km à l'ouest de Soběslav, à 20 km au sud-sud-ouest de Tábor, à 32 km au nord-nord-est de České Budějovice et à 93 km au sud de Prague.
La commune est limitée par Vlastiboř au nord et à l'est, par Borkovice et Zálší au sud, et par Hodětín à l'ouest.

## Histoire
La première mention écrite du village date de 1492.

## Patrimoine

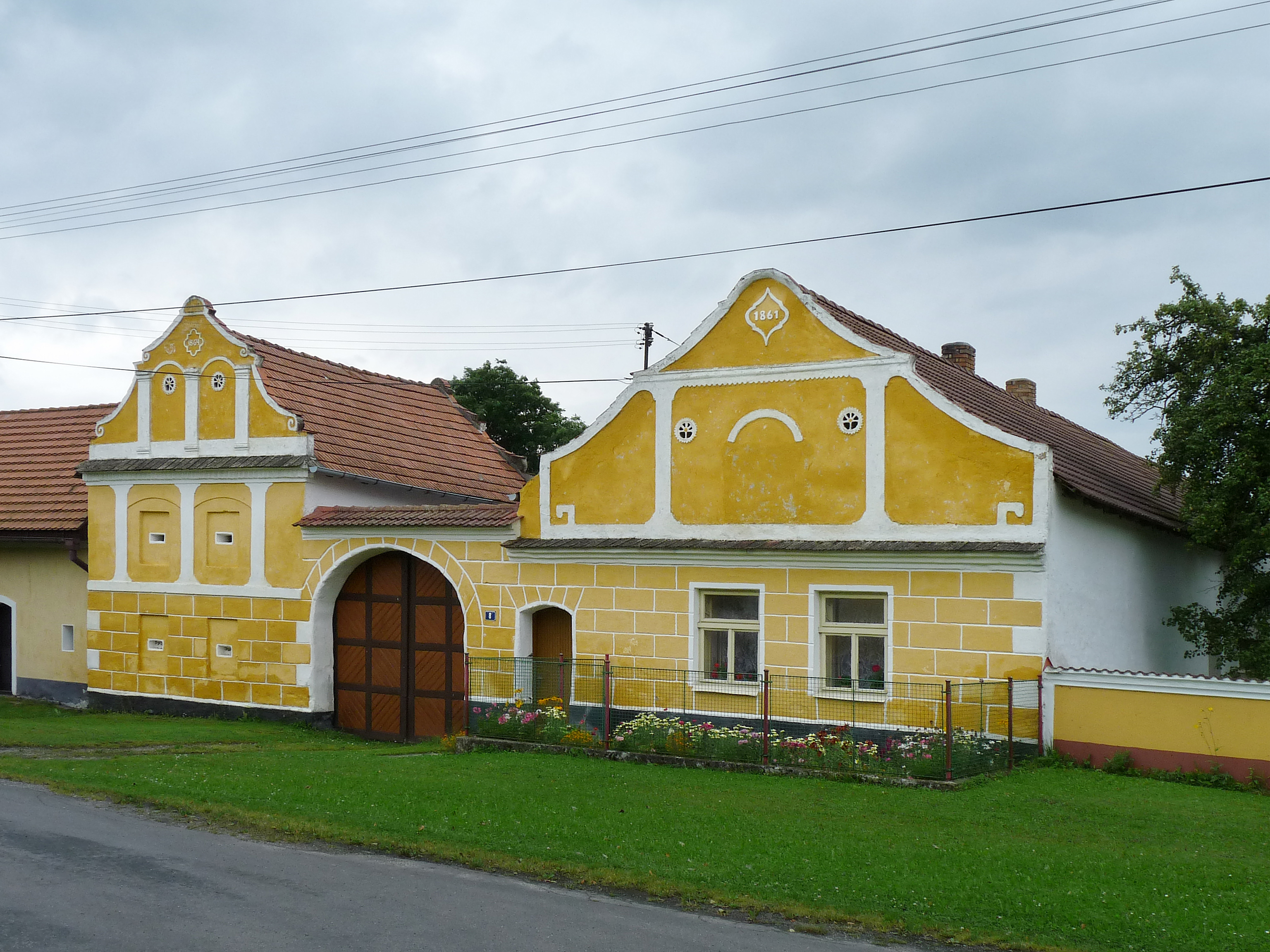
Architecture traditionnelle inspirée du baroque (1861).